# Nombre de Galilée
 (décembre 2012).
Si vous disposez d'ouvrages ou d'articles de référence ou si vous connaissez des sites web de qualité traitant du thème abordé ici, merci de compléter l'article en donnant les références utiles à sa vérifiabilité et en les liant à la section « Notes et références ».
Le nombre de Galilée {\displaystyle (Ga)} est un nombre sans dimension utilisé en mécanique des fluides pour quantifier le rapport des effets de flottabilité  sur les effets visqueux. Il intervient notamment dans la détermination de la vitesse de chute libre d'un corps dans un fluide.
On le définit de la manière suivante :
{\displaystyle Ga={\frac {\sqrt {gV\rho _{\ell }\left(\rho -\rho _{\ell }\right)}}{\eta }}},
où :
- {\displaystyle g} est l'accélération de la pesanteur[1] (9,81 m/s2),
- {\displaystyle V} est le volume du corps[1] ;
- {\displaystyle \rho } est sa masse volumique[1] ;
- {\displaystyle \rho _{\ell }} est celle du fluide[1] ;
- {\displaystyle \eta } est la viscosité dynamique du fluide[1].